# La maledizione
La maledizione (And Now the Screaming Starts!) è un film del 1973 diretto da Roy Ward Baker.